# Ђивара
Ђивара маска је ритуални објекат који представља антилопу коју користи бамбарска етничка група у Малију. Иницијацијско друштво Ђивара користи маске Ђивара, као и плесове и ритуале првенствено везане за пољопривреду, како би младе Бамане научили друштвеним вредностима као и пољопривредне технике. То је једна од најпознатијих афричких уметничких форми на свету.

## Митологија
Постоји неколико верзија мита о Ђивари. Према једном од њих, Ђивара је била полу-животиња, полу-људско бића, рођена од змије и жене, прво људско биће, које се зове Мушо Корони (Мушо значи "жена", коро "стари" и суфикс - "мали", али корони једноставно значи "врло стара или веома стара" у Бамбари). Ђивара је култивисала земљу својим канџама и штапом којег јој је дала њена мајка. Имала је магичне моћи, што је омогућило да претвори траву у просо. Житарице су биле толико богате да су људска бића изгубила интересовање за њих и више нису обраћали пажњу на усеве. Толико, да их је Ђивара напустила, тако што се закопала у земљу. Да би им опростила, људи су направили олтар у који би његихов ум могао да стане и створили су гримизне маске да се присете учења Ђиваре.
Према другој верзији, Ђивара је покренула причу о Сани Коронини ("врло старо злато" у Бамбари), кћерки краља бамбаре, која је била обећана победнику трке. У трци је победио камелеон, који их је преватио тако што је јахао на леђима антилопе. Али камелеон је умро и стога се антилопа за Сану Коронину.